# Карагул
Карагул (кирг. Карагул) — село в Чуйском районе Чуйской области Кыргызстана. Входит в состав Шамшинского айылного аймака.

## География
Село расположено в центральной части области, на правом берегу реки Шамси, на расстоянии приблизительно 18 километров (по прямой) к юго-востоку от города Токмак, административного центра района. Абсолютная высота — 1519 метров над уровнем моря.

## Население
Согласно оценочным данным Национального статистического комитета Кыргызской Республики, численность населения села на начало 2023 года составляла 76 человек.
| год     | 2009 | 2014 | 2015 | 2020 | 2021 | 2023 |
| ------- | ---- | ---- | ---- | ---- | ---- | ---- |
| человек | 204  | 142  | 133  | 127  | 124  | 76   |